# Romarigães
Romarigães es una freguesia portuguesa del concelho de Paredes de Coura, con 7,11 km² de superficie y 284 habitantes (2001). Su densidad de población es de 39,9 hab/km².